# Brigid
În mitologia celtică, Brigid (sau Brigit) este zeița fecundității, a abilităților atât manuale cât și intelectuale, patroana medicilor, a poeților, a fierarilor. Cultul ei se leagă de o sărbătoare foarte răspândită în lumea celtă, aceea a lui Imbolc, pe data de 1 și 2 februarie, celebrând sfârșitul iernii. În Galia și Marea Britanie, mai este numită și Brigantia, iar în Irlanda este o imagine a zeiței-mame. Nu se cunoaște precis dacă este mama sau fiica lui Dagda, dar știm că are trei fii numiți Brian, Iucharba și Iuchar, toți zei druizi.
Brigit (Brede) este zeiță celtă, fiica zeului Dagda și a zeiței Morrigan; ocrotitoarea poeziei și barzilor celți, iar mai târziu zeiță a fertilității, a recoltelor și a focului. Romanii o numeau Brigantia, de unde și triburile celte ale Tării Galilor au fost numite brigantes. O dată cu expansiunea creștinismului, zeița Brigit devine sfânta Brigitte.